# Klaus Götte (Schauspieler)
Klaus Jürgen Götte (* 16. Juni 1936 in Hannover; † 2. August 2024 in Rodenbach) war ein deutscher Schauspieler, Theaterregisseur und Hörspielsprecher.

## Leben
Klaus Götte studierte Archäologie, Kunstgeschichte und Theaterwissenschaft in Wien, Tübingen und Köln, wo er 1966 promovierte und nebenher auch seine künstlerische Laufbahn mit einer Schauspielausbildung an der damaligen Schule des theaters begann. Am Theater der Keller arbeitete er als Schauspieler und Regisseur. 1966 trat Götte eine Stelle als Regie- und Produktionsassistent bei der Deutschen Welle an. Von 1967 bis 1970 war er an den Vereinigten Städtischen Bühnen Krefeld und Mönchengladbach als Regieassistent und Schauspieler engagiert, danach ging er bis 1974 als Chefdramaturg, Regisseur und Schauspieler an das Pfalztheater Kaiserslautern.
Seit 1974 war Götte freischaffend tätig und hatte Gastverträge an zahlreichen deutschsprachigen Bühnen. Häufig spielte er am Städtebundtheater Biel-Solothurn, unter anderem als Möbius in Friedrich Dürrenmatts Physikern, als Feldprediger in Mutter Courage und ihre Kinder von Bertolt Brecht, als Kürmann in Biografie: Ein Spiel von Max Frisch oder in den Titelrollen von Robert Bolts Thomas More und Dürrenmatts Komödie Romulus der Große, letztere am Theater Kanton Zürich.
Ab 1977 begann Klaus Götte auch für Film und Fernsehen zu arbeiten. Mehrfach war er in den Krimireihen Tatort und Polizeiruf 110 zu sehen, zwischen 1981 und 2001 hatte er verschiedene Rollen in der Serie Ein Fall für zwei. Daneben arbeitete er für den Hörfunk. 
Götte war mit Rose Götte verheiratet, mit der er Eltern von drei Kindern war. Er starb im August 2024 im Alter von 88 Jahren. 

## Filmografie
- 1977: Notsignale – Das Stellwerk
- 1978: Pastorale 1943
- 1979: Tatort – Zweierlei Knoten
- 1979: Fallstudien
- 1981–2001: Ein Fall für zwei (12 Folgen)
- 1981: Berlin Tunnel 21
- 1985: Tatort – Der Mord danach
- 1988: Tatort – Salü Palu
- 1992: Das Nest – Auf den Hund gekommen
- 1993: Hecht & Haie – Diskreter Auftrag
- 1994: Polizeiruf 110 – Samstags, wenn Krieg ist
- 1994: Die Kommissarin – Jugendsünden
- 1994–2006: Die Fallers – Die SWR Schwarzwaldserie (div. Folgen als Dr. Gerhard Fischer)
- 1996: Tresko – Amigo Affäre
- 1996: Nadine, nackt im Bistro
- 1998: Polizeiruf 110 – Hetzjagd
- 1999: Florian – Liebe aus ganzem Herzen
- 1999: Duell der Richter

## Hörspiele
- 1966: Von Vätern und Söhnen – Autor: Gunther R. Lys – Regie: Gustav Burmester
- 1966: Magellan – Die erste Weltumseglung – Autor: Johan-Mark Elsing – Regie: Hans Gerd Krogmann
- 1966: Gullivers Reisen – Autor: Jonathan Swift – Regie: Otto Kurth
- 1970: Die Insel der Eroberer – Autor: Nelson Bond – Regie: Tibor von Peterdy
- 1974: Werkmeister Lorenz – Autor: Bruno Gluchowski – Regie: Wolfgang Schenck
- 1976: Eckstein ist Trumpf – Autoren: Gerhard Bungert und Klaus-Michael Mallmann – Regie: Jörg Franz
- 1980: Seveso und so weiter – Autor: Burkhard Busse – Regie: Lutz Liebelt
- 1980: Der Krieg der Karola Martin – Autorin: Petra Michaely – Regie: Otto Düben
- 1984: Der Professor und die Kernenergie – Autor: Stefan Hüfner – Regie: Gottfried von Einem
- 1987: Ein ganz leises Ave – Autor: Milan Uhde – Regie: Norbert Schaeffer
- 1987: Flug nach Ruber – Autorin: Eva Maria Mudrich – Regie: Andreas Weber-Schäfer
- 1987: Don Giovanni zum Geburtstag – Autor: Bernhard Wallerius – Regie: Michael Schäfermeyer
- 1990: Ambra – Das letzte Geschenk – Autor: Eike Gallwitz – Regie: Andreas Weber-Schäfer
- 1991: Geisterfahrer – Autoren: Hans Joachim Alpers und Florian F. Marzin – Regie: Andreas Weber-Schäfer
- 1992: Hallo. Hier ist Anna – Autorin: Marietta Schröder – Regie: Annette Jainski
- 1996: Zeilensprung – Materialien zu einem Trivialroman – Autor: Michael Dillinger – Regie: Heidrun Nass